# نشاط خارق: ذوي العلامة
نشاط خارق: ذوي العلامة (بالإنجليزية: Paranormal Activity: The Marked Ones)‏ هو فيلم رعب خارق للطبيعة أمريكي من إخراج وتأليف كريستوفر بي. لاندون. صدر الفيلم في 3 يناير، 2014 في الولايات المتحدة والشرق الأوسط. الفيلم هو جزء فرعي ضمن سلسلة أفلام نشاط خارق والإصدار الخامس في السلسلة. يروي قصة شاب يدعى جيسي يتعرض لأحداث غريبة في بيته فيقرر صديقاه مساعدته. تلقى الفيلم مراجعات متوسطة من النقاد ووصلت عائداته إلى أكثر من 86 مليون دولار حول العالم.

## طاقم التمثيل
- مولي افرايم
- كاتي فيذرستون
- ميكا سلوت

## وصلات خارجية
- الموقع الرسمي
- نشاط خارق: ذوي العلامة على موقع IMDb (الإنجليزية)
- نشاط خارق: ذوي العلامة على موقع ميتاكريتيك (الإنجليزية)
- نشاط خارق: ذوي العلامة على موقع روتن توميتوز (الإنجليزية)
- نشاط خارق: ذوي العلامة على موقع نتفليكس (الإنجليزية)
- نشاط خارق: ذوي العلامة على موقع نتفليكس (الإنجليزية)
- نشاط خارق: ذوي العلامة على موقع قاعدة بيانات الأفلام العربية
- نشاط خارق: ذوي العلامة على موقع ألو سيني (الفرنسية)
- نشاط خارق: ذوي العلامة على موقع Turner Classic Movies (الإنجليزية)
- نشاط خارق: ذوي العلامة على موقع أول موفي (الإنجليزية)
- نشاط خارق: ذوي العلامة على موقع بوكس أوفيس موجو (الإنجليزية)